# Мец-3
Мец-3 (фр. Canton de Metz-3) — кантон на северо-востоке Франции в регионе Эльзас — Шампань — Арденны — Лотарингия, департамент Мозель, округ Мец. Впервые кантон образован 22 марта 2015 года в качестве административного центра для части города Мец.

## История
Кантон Мец-3 — новая единица административно-территориального деления Франции (департамент Мозель, округ Мец), созданная декретом от 18 февраля 2014 года. Новая норма административного деления вступила в силу на первых региональных (территориальных) выборах (новый тип выборов во Франции). Таким образом, единые территориальные выборы заменяют два вида голосования, существовавших до сих пор: региональные выборы и кантональные выборы (выборы генеральных советников). Первые выборы такого типа, на которых избирают одновременно и региональных советников (членов парламентов французских регионов) и генеральных советников (членов парламентов французских департаментов) состоялись в городе Мец 22 марта 2015 года. Эта дата официально считается датой создания нового кантона. Начиная с этих выборов, советники избираются по смешанной системе (мажоритарной и пропорциональной). Избиратели каждого кантона выбирают Совет департамента (новое название генерального Совета): двух советников разного пола. Этот новый механизм голосования потребовал перераспределения коммун по кантонам, количество которых в департаменте уменьшилось вдвое с округлением итоговой величины вверх до нечётного числа в соответствии с условиями минимального порога, определённого статьёй 4 закона от 17 мая 2013 года. В результате пересмотра общее количество кантонов департамента Мозель в 2015 году уменьшилось с 51-го до 27-ти.
Советники департаментов избираются сроком на 6 лет. Выборы территориальных и генеральных советников проводят по смешанной системе: 80 % мест распределяется по мажоритарной системе и 20 % — по пропорциональной системе на основе списка департаментов. В соответствии с действующей во Франции избирательной системой для победы на выборах кандидату в первом туре необходимо получить абсолютное большинство голосов (то есть больше половины голосов из числа не менее 25 % зарегистрированных избирателей). В случае, когда по результатам первого тура ни один кандидат не набирает абсолютного большинства голосов, проводится второй тур голосования. К участию во втором туре допускаются только те кандидаты, которые в первом туре получили поддержку не менее 12,5 % от зарегистрированных и проголосовавших «за» избирателей. При этом, для победы во втором туре выборов достаточно простого большинства (побеждает кандидат, набравший наибольшее число голосов).

## Состав кантона
Новый кантон в составе округа Мец сформирован 22 марта 2015 года в связи с ликвидацией кантонов Мец-Виль-1, Мец-Виль-2, Мец-Виль-3 и Мец-Виль-4. По данным INSEE, кантон Мец-3 включает в себя часть коммуны Мец, площадь кантона — ? км², численность населения — 38 957 человек (2013), плотность населения — ? чел/км².
| Коммуна | Французское название | Площадь, км²                | Население, чел. (2013)          |
| ------- | -------------------- | --------------------------- | ------------------------------- |
| Мец     | Metz                 | Кантон: — ? (всего — 41,94) | Кантон: 38 957 (всего: 118 634) |